# Reno Anteriore
Il Reno Anteriore (in tedesco Vorderrhein, in romancio Rein Anteriur, in svizzero tedesco Vorderrhy) è un fiume svizzero che forma il Reno incontrandosi con il Reno Posteriore poco a monte di Coira, in località Reichenau.
Il Reno Anteriore sgorga dal lago Tuma, vicino al passo dell'Oberalp, e attraversa quindi la Val Surselva, che finisce poco prima della confluenza del fiume con le imponenti gole del Ruinaulta. Separa lungo il suo percorso le Alpi Lepontine a sud dalle Alpi Glaronesi a nord.

## Progetti correlati
- Wikimedia Commons contiene immagini o altri file su Reno Anteriore